# Geranium potentillifolium
Geranium potentillifolium là một loài thực vật có hoa trong họ Mỏ hạc. Loài này được DC. mô tả khoa học đầu tiên năm 1824.